# Nix (mitologija)
Nix je zlokobno vodeno čudovište ili vodeni duh u germanskoj mitologiji.
Prema djelu Dictionnaire Infernal (1863.) Collina de Plancyja (1793. – 1881.), nix (francuski: Nickar) jest demon koji obitava u rijekama i jezerima Skandinavije i uzrokuje oluje, uragane i tuču. Povezuje se s vragom u obličju konja koji, prema keltskoj mitologiji živi na području Škotske. Prema vjerovanjima, obožavaju glazbu i mogu se pojavljivati u ljudskom obliku.

## Naziv
Vjeruje se da su svi nazivi za biće potekli iz pragermanske riječi *nikwus ili *nikwis(i), derivirane iz praindoeuropske riječi *neigʷ („prati”).
Oblik neck pojavljuje se u engleskom jeziku, dok se u švedskom pojavljuje näck. Švedska inačica potječe iz starošvedskog oblika neker, povezanog sa staroislandskim nykr (iako je nykur u suvremenom islandskom i ferojskom jeziku biće u obliku konja) i nynorškim nykk. Na finskom se naziva näkki. U starodanskom je oblik glasio nikke, a u suvremenom danskom i norveškom jeziku glasi nøkke i nøkk zasebno. Norveško biće Fossegrim i švedski Strömkarlen katkad se smatraju istovjetnima nixu.
U srednjoniskonjemačkome se biće nazivalo necker, a u srednjovjekovnom nizozemskome nicker. Starovisokonjemački oblik nihhus također se koristio za krokodile, dok se staroengleski nicor koristio i za vodena čudovišta (poput onih u Beowulfu) i za nilske konje.